# Roy Steur
Roy Johannes Maria Steur (* 1. Februar 2005 in Volendam, Provinz Noord-Holland) ist ein niederländischer Fußballtorwart. Er steht bei der PSV Eindhoven unter Vertrag und gehört dort zum Kader der zweiten Mannschaft. Des Weiteren ist er ein niederländischer Nachwuchsnationaltorwart.

## Karriere im Verein
Roy Steur wurde in Volendam in der Provinz Noord-Holland geboren und spielte bei RKAV Volendam, bevor er in die Fußballschule von Ajax Amsterdam wechselte. Dort spielte er bis Sommer 2021 und kam dann nach Deutschland in die B-Jugend von Bayer 04 Leverkusen. Das Abenteuer in der Bundesrepublik dauerte nur anderthalb Jahre und im Januar 2023 folgte die Rückkehr in die Niederlande, wo Steur sich der PSV Eindhoven anschloss. Am 17. April 2023 gab er bei der 5:4-Niederlage im Zweitligaspiel bei der zweiten Mannschaft seines Ex-Vereins Ajax Amsterdam sein Debüt für die Zweitvertretung des PSV. Bis zum Ende der Saison 2022/23 kam Roy Steur auf zwei Einsätze.

## Karriere in der Nationalmannschaft
Roy Steur kam bisher in den Altersklassen U15, U17 und U18 für die Nachwuchsnationalmannschaften der Niederlande zum Einsatz.